# フランシスコ・ハビエル・ゴンサレス・ペレス
フラン（Fran）ことフランシスコ・ハビエル・ゴンサレス・ペレス（Francisco Javier González Pérez, 1969年7月14日 - ）は、スペイン・ガリシア州出身の元サッカー選手。スペイン代表だった。ポジションはMF（左サイドハーフ）。
エピソード
FCバルセロナの監督のヨハン・クライフから直接、電話があり「君が中心のチーム構成を計画している。移籍を考えてみてくれないか？」と言われた事がある。

## 経歴

### クラブ
地元のデポルティーボ・ラ・コルーニャの下部組織出身であり、1988年にトップチームデビュー。1990-91シーズンのセグンダ・ディビシオン（2部）で2位となってプリメーラ・ディビシオン（1部）昇格を果たし、1991年8月31日のバレンシアCF戦(1-2)でプリメーラ・ディビシオンデビューした。すぐに自身の地位を確立し、5シーズンでリーグ戦8試合しか欠場せずに24得点を挙げた。1993-94シーズンのデポルティーボは最終節を前に首位に立っていたが、最終節でFCバルセロナに逆転優勝を許した。1994-95シーズンのリーグ戦はレアル・マドリードに次ぐ2位だったが、コパ・デル・レイで初優勝を果たした。1995年夏にはレアル・マドリードと契約間近だったが、デポルティーボを退団することを悔いて残留した。1999-2000シーズンには怪我で22試合の出場に留まったが、チームはプリメーラ・ディビシオン優勝を果たした。2004-05シーズンを最後に現役引退するまで、17シーズン（プリメーラでは14シーズン）デポルティーボ一筋であり、公式戦計600試合以上に出場した。キャプテンも務め、クラブの歴史の中でもっとも著名な選手のひとりである。同時期にはブラジル人のマウロ・シルバも現役引退を発表し、ふたりのラストゲームは2005年5月22日のRCDマヨルカ戦(0-3)となった。
2008年、デポルティーボのインドア・サッカーチームに加入し、かつてデポルティーボのサッカーチームで一時代を築いたドナト、ジャウミーニャ、ヌールッディーン・ナイベト、ジャック・ソンゴォなどとともにプレーした。

### 代表
1993年1月27日、ラス・パルマスで行われたメキシコとの親善試合(1-1)でスペイン代表デビューした。2000年にはUEFA EURO 2000に出場し、グループリーグのユーゴスラビア戦(4-3)が代表でのラストゲームになった。

#### 代表での得点
| #  | 日時          | 場所         | 相手         | スコア | 結果 | 大会               |
| -- | ------------- | ------------ | ------------ | ------ | ---- | ------------------ |
| 1. | 1999年3月27日 | バレンシア   | オーストリア | 9–0    | 9–0  | UEFA EURO 2000予選 |
| 2. | 1999年3月31日 | セラヴァッレ | サンマリノ   | 0–1    | 0–6  | UEFA EURO 2000予選 |

## 家族
1歳年上の兄ホセ・ラモン・ペレスもミッドフィールダーとしてプレーする元サッカー選手であり、デポルティーボの下部組織出身である。デポルティーボではプリメーラ通算75試合に出場して7得点を挙げ、SDコンポステーラではプリメーラ通算84試合に出場して6得点を挙げた。
息子のニコ・ゴンサレスはFCポルトに所属している。。

## タイトル
- デポルティーボ・ラ・コルーニャ

プリメーラ・ディビシオン (1) : 1999-2000
コパ・デル・レイ (2) : 1994-1995, 2001-2002
スーペルコパ・デ・エスパーニャ (3) : 1995, 2000, 2002